# Estación de Guamúchil
Guamuchil fue una estación de trenes que se encuentra en Guamúchil, Sinaloa.

## Historia
La estación fue construida en terrenos que fueron de las compañías agrícolas explotadoras de los terrenos de San Pedro del Guamúchil, adquiridos mediante escritura el 15 de mayo de 1909, la cual fue rectificada el 10 de junio de 1910, por la Southern Pacific Railroad de Mexico. Desde antes de la primera escrituración, ya estaban ocupados esos terrenos con: una estación, vías y otras dependencias del ferrocarril que se estaba construyendo entre Guaymas y Guadalajara. El 1 de agosto de 1908 se abrió al servicio público la estación.